# Ювеналий (Половцев)
Архиепископ Ювена́лий (в миру Ива́н Андре́евич По́ловцев или По́ловцов; 21 октября 1826, Ораниенбаум, Санкт-Петербургская губерния — 12 апреля 1904, Вильно) — епископ Русской православной церкви, архиепископ Литовский и Виленский.

## Биография
Происходил из дворянского рода Половцевых. С молодости в совершенстве владел французским, немецким и английским языками. Окончил Михайловскую артиллерийскую академию, находился на военной службе.
С юности мечтал о монашестве; его стремлений к монашеству не могли поколебать даже насмешки его товарищей-артиллеристов, которые в насмешку сулили ему белый клобук.
Тяжело заболев, дал обет в случае выздоровления уйти в монастырь. Даже его мать, лютеранка по вероисповеданию, женщина умная и влиятельная в высшем Петербургском обществе, должна была уступить желаниям своего сына, когда он по выздоровлении, решительно заявил о своём намерении принять монашество.
15 марта 1847 года в возрасте 21 года поступил послушником в Козельскую Введенскую Оптину пустынь Калужской епархии.
29 апреля 1855 года пострижен в монашество с именем Ювеналий.
11 июля 1857 года возведён в сан иеромонаха.
22 октября 1857 года вместе с иеромонахом Леонидом (Кавелиным) стал членом Русской духовной миссии в Иерусалиме. Прекрасно изучил греческий, латинский и сирийский языки.
10 октября 1861 года по возвращении в Россию назначен настоятелем Глинской Рождество-Богородицкой пустыни Курской епархии с возведением в сан игумена.
С 8 мая 1862 года — настоятель Коренной Рождество-Богородицкой пустыни Курской епархии.
15 августа 1862 года возведён в сан архимандрита.
С 21 декабря 1867 года — наместник Свято-Троицкой Александро-Невской лавры.
26 июня 1871 года был уволен по болезни на покой в Оптину пустынь.
С 21 мая 1884 года — наместник Киево-Печерской лавры.
25 октября 1892 года хиротонисан во епископа Балахнинского, викария Нижегородской епархии. Хиротонию совершали митрополит Киевский и Галицкий Иоанникий (Руднев), архиепископ Холмско-Варшавский Флавиан (Городецкий) и епископы: Гурий, Герман, Антоний, Никандр и Николай.
С 3 сентября 1893 года — епископ Курский и Белгородский.
С 7 марта 1898 года — архиепископ Литовский и Виленский.
В 1899 году стал почётным членом Казанской духовной академии.
В 1900 году из Литовской епархии была выделена Гродненская, что в три раза сократило численность паствы архиепископа Ювеналия.
Скончался 12 апреля 1904 года. Был похоронен в Свято-Духовом монастыре Вильнюса.

## Характеристика деятельности

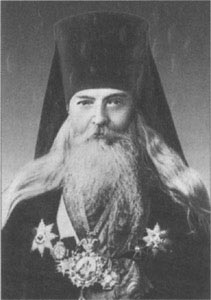
Ювеналий (Половцев)

Являлся духовным сыном и учеником оптинского старца Макария (Иванова), был связан тесными узами с оптинским игуменом Исаакием (Антимоновым), биограф настоятеля Оптиной пустыни архимандрита Моисея (Путилова) — все эти старцы были в 2000 году причислены к лику святых Русской православной церкви. В Оптиной пустыни занимался подготовкой к печати произведений аскетической литературы, переводом с новогреческого языка на русский книги преподобного Петра Дамаскина.
При наречении в епископы архимандрит Ювеналий произнёс речь, в которой говорил о значении монашества и его влиянии на религиозно-нравственную жизнь народа. Был единственным дореволюционным архиереем — учеником Оптинских старцев. Во время его пребывания на Литовской кафедре в Вильно был построен трёхпрестольный Знаменский храм (освящён в 1903), также выстроены семь новых, отремонтированы девять и испрошены пособия на строительство тринадцати новых храмов, что способствовало развитию православия в Литве. Несмотря на преклонный возраст, сам старался возглавлять все воскресные и праздничные богослужения. Не любил помпезности (посещал храмы в сопровождении только одного иерея и диакона), но при этом уделял много внимания торжественности богослужений, считая, что это положительно воспринимается верующими.
Митрополит Мануил (Лемешевский), составитель биографий русских архиереев, дал ему следующую характеристику:

В продолжение многолетнего служения его Церкви, он явил собой светильник, горевший ярким светом православия и благочестия, Владыку, сердце которого всегда горело любовью к Богу и ближним, особенно влекло к обездоленным, неимущим, вдовам и сиротам. Он был мудрым и заботливым начальником, отечески милостивым наставником и руководителем и высоким примером жизни, благоустроенной по правилам веры и благочестия христианского. Забота о просвещении юношества в духе благочестия была одной из самых дорогих и близких его сердцу забот.

## Труды
- Жизнь и творения св. Петра Дамаскина.
- Жизнеописание настоятеля Козельской Введенской Оптиной пустыни архимандрита Моисея. М., 1868.
- Монашеская жизнь по изречениям о ней святых отцов-подвижников. // Исторический вестник, 1904, май.
- Речь при наречении его во епископа. "Приб. к «ЦВ» 1892, № 44, с. 1522—1524.
- Для духовного руководства ученым инокам. (Письмо иеродиакону о. студенту К. Д. Акад.). «Русск. Инок» 1911, март, вып. 5, с. 12-13.
- Сила Божия и немощь человеческая.